# Карвальо-Хейнекен, Шарлен де
Шарлен де Карвальо-Хейнекен (нидерл. Charlene de Carvalho-Heineken) — дочь и наследница Фредди Хайнекена. 
Владеет контрольным пакетом акций Heineken, ее состояние на 2021 год оценивается приблизительно в $16,7 миллиардов.

## Биография
Новоприобретенные в 2007 и 2008 годах два пивоваренных заводах в Бобруйске и Речице позволили включить совладелицу одного из крупнейших мировых пивных бизнесов и в список «Завтра твоей страны».